# جی. رزامون جانسون
جی. رزامون جانسون (انگلیسی: J. Rosamond Johnson؛ ‏ ۱۱ اوت ۱۸۷۳ – ۱۱ نوامبر ۱۹۵۴) موسیقی‌دان، آهنگساز و خواننده اهل ایالات متحده آمریکا در دوران رنسانس هارلم و از فعالان انجمن ملی پیشرفت رنگین‌پوستان بود.
از آثاری که وی در آنها نقش داشته است، می توان به مسیر کاج تنها اشاره کرد.